# Haus Rüschhaus

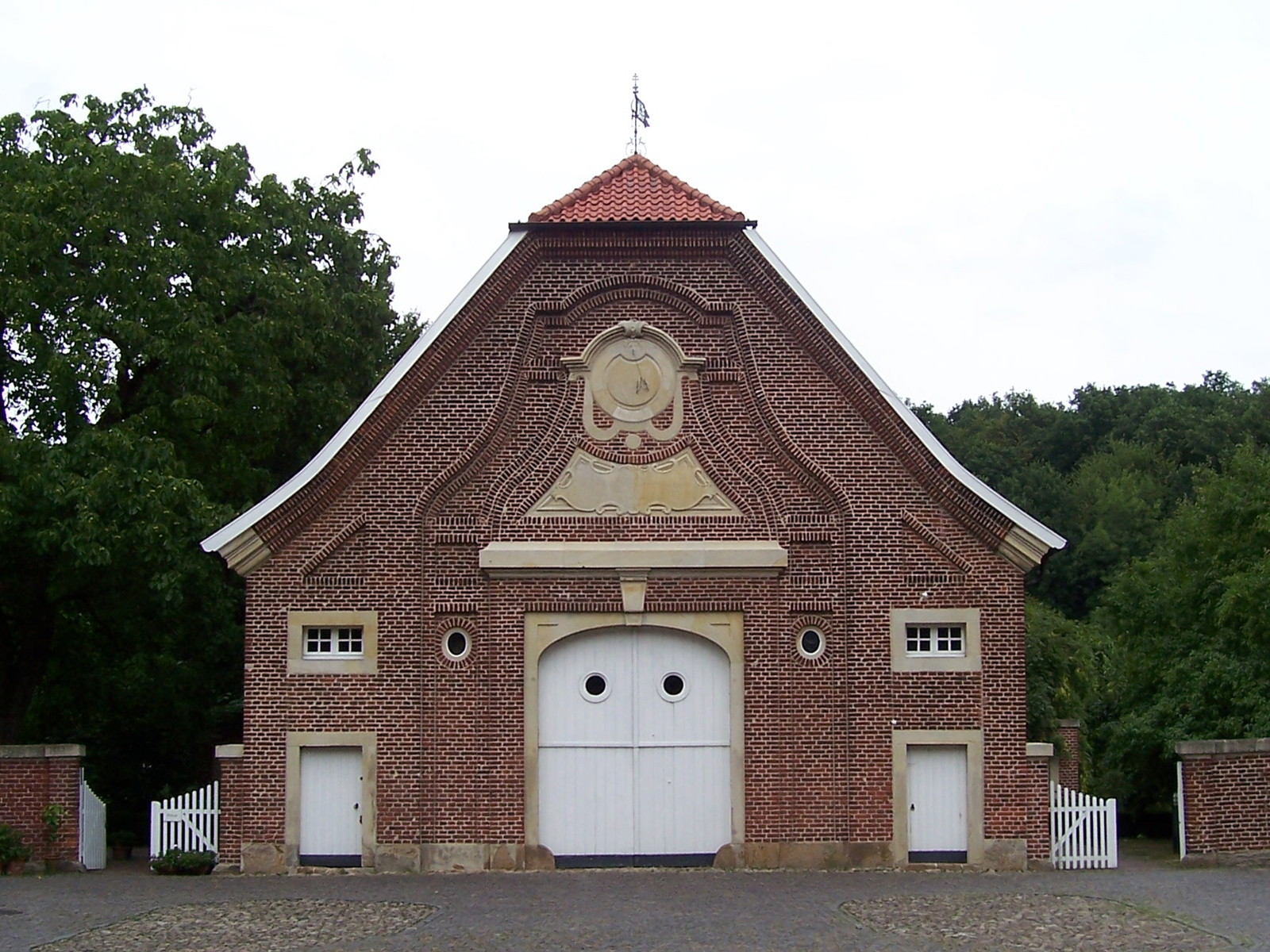
Haus Rüschhaus, Hofseite

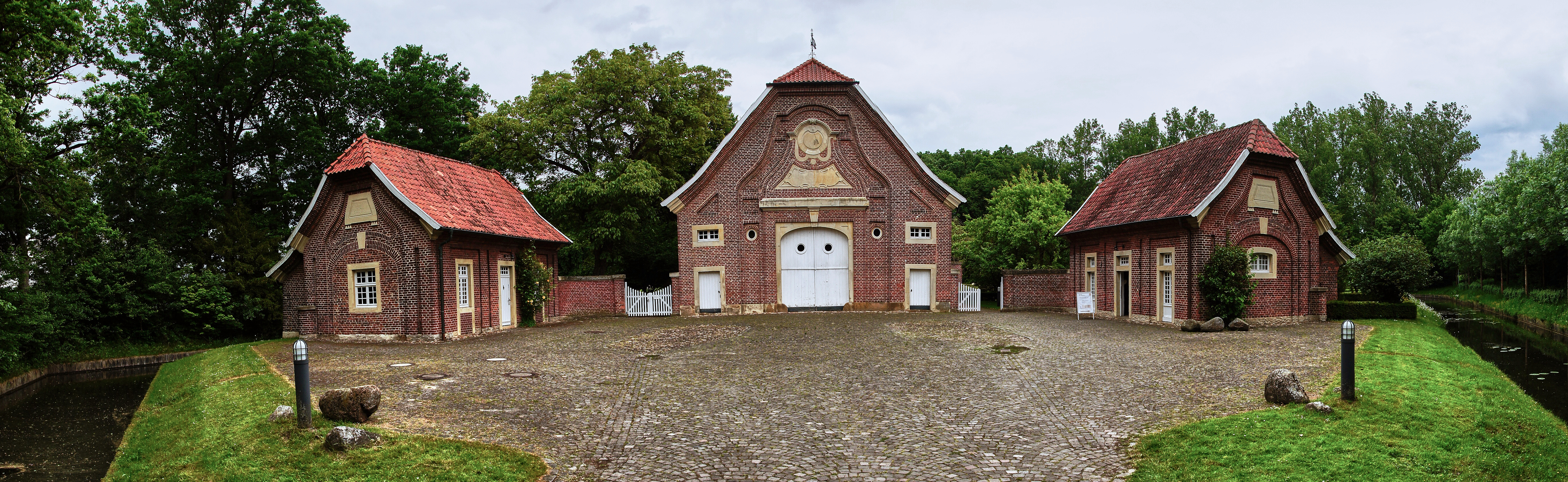
Gebäudeensemble

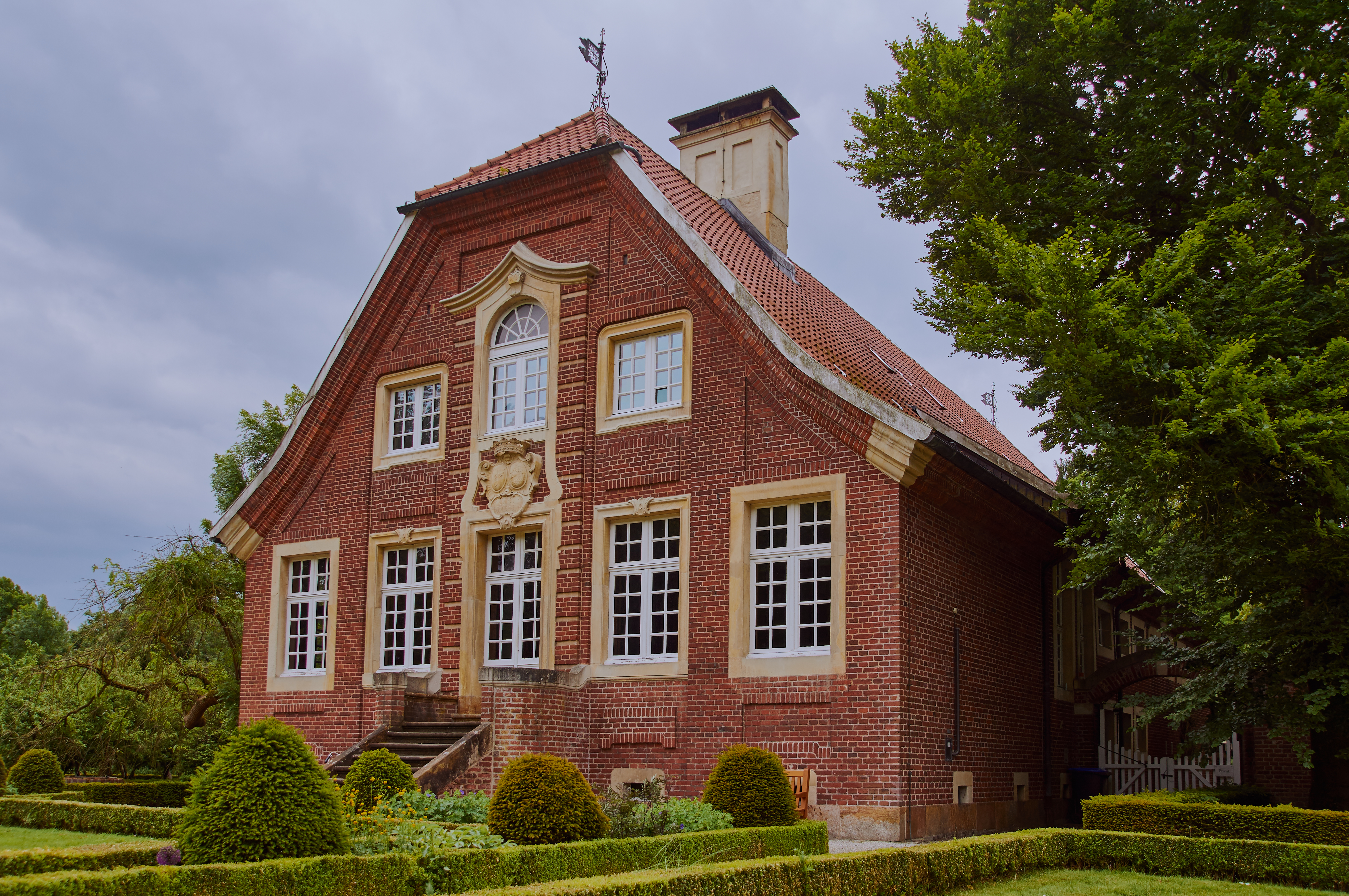
Haus Rüschhaus, Gartenseite

Haus Rüschhaus, zeitgenössische Darstellung

Haus Rüschhaus ist ein Landsitz im Stadtteil Nienberge im westfälischen Münster, der v. a. durch seinen Erbauer Johann Conrad Schlaun und die Dichterin Annette von Droste-Hülshoff bekannt ist.

## Gut Rüschhaus
Die Anfänge des Gräftenhofs liegen im Dunklen; er stand schon im 14. Jahrhundert im Eigentum der Bischöfe von Münster. Ab spätestens 1378 war damit die Erbmännerfamilie von Wieck belehnt, wegen deren Familien-Streitigkeiten ihn vorübergehend ab 1600 die von Schonebeck auf Haus Nienberge, dann kurzzeitig 1699 Bernhard III. von Droste-Hülshoff an sich zogen. Im 18. Jahrhundert war es ein adeliges landfreies, aber nicht landtagsfähiges Gut von 220 Morgen (ca. 55 ha) mit fünf Kotten und eigener Jagd. Das Lehngut wurde 1729 durch Friedrich Bernhard Wilhelm von Plettenberg erworben und 1743 von dessen Witwe in schlechtem Zustand an Johann Conrad Schlaun verkauft, der es in der Zeit von 1745 bis 1748 nach eigenen Entwürfen neu zu einem Landsitz ausbaute und zunächst selbst als Sommersitz bewohnte.

## Schlauns Neubau
Das von einer Gräfte umgebene Anwesen, dessen Architektur dem Anspruch eines feudalen Adelssitzes genügt, diente auch Schlaun und seinen Nachfolgern als landwirtschaftlicher Betriebssitz und ist deshalb wie ein bäuerlicher Gräftenhof gestaltet. Schlaun gelang dabei eine „Synthese von Formenelementen der Villa Barbaro …, des Herrenhauses mit cour d’honneur und der Form des münsterländischen Bauern- oder Bauhauses mit einer feinen Fassadengliederung … und kann damit als eigenwilliger münsterländischer Nachfolger von Palladios Villa gelten.“ An der Ausgestaltung war auch der Bildhauer Johann Christoph Manskirch beteiligt. Hofseitig enthält das Haupthaus den Wirtschaftsbereich mit den Stallungen und der anschließenden Gesindeküche, gartenseitig gelegen ist das Appartement des Bauherrn, bestehend aus repräsentativem Schlafzimmer und dem Gartensaal, der zugleich den verschließbaren Wandaltar der Hauskapelle aufnahm.
Hinter dem Hauptgebäude befindet sich die Parkanlage des Hauses Rüschhaus mit strengen geometrischen Formen. Typisch sind die mit Buchsbaum eingefassten Beete und Rasenflächen.

## Witwensitz Droste zu Hülshoff
Nach dem Tode von Schlaun ging Haus Rüschhaus auf seinen ältesten Sohn aus zweiter Ehe, Martin Conrad, Thesaurar im Domkapitel von Münster von 1791–1809, über, der es an seinen Patensohn, Martin von Schonebeck zu Nienberge vererbte. Von ihm erwarb 1825 der – mit ihm verwandte – Hausherr von Burg Hülshoff, Freiherr Clemens-August II. von Droste zu Hülshoff, der Vater der Dichterin Annette von Droste-Hülshoff, das elegante Landhaus als Witwensitz für seine Frau Therese Louise, geb. von Haxthausen. Mit seinem Tod 1826 wurde der Familienbesitz von seinem Sohn Werner-Constantin von Droste zu Hülshoff, der in Hülshoff eine zahlreiche Familie gründen sollte, übernommen, so dass Therese mit ihren Töchtern, Jenny und Annette ins Rüschhaus übersiedelte, was ihnen nicht leicht fiel. Zu dieser Zeit arbeiteten dort fünf Angestellte.

## Annette von Droste-Hülshoff im Rüschhaus

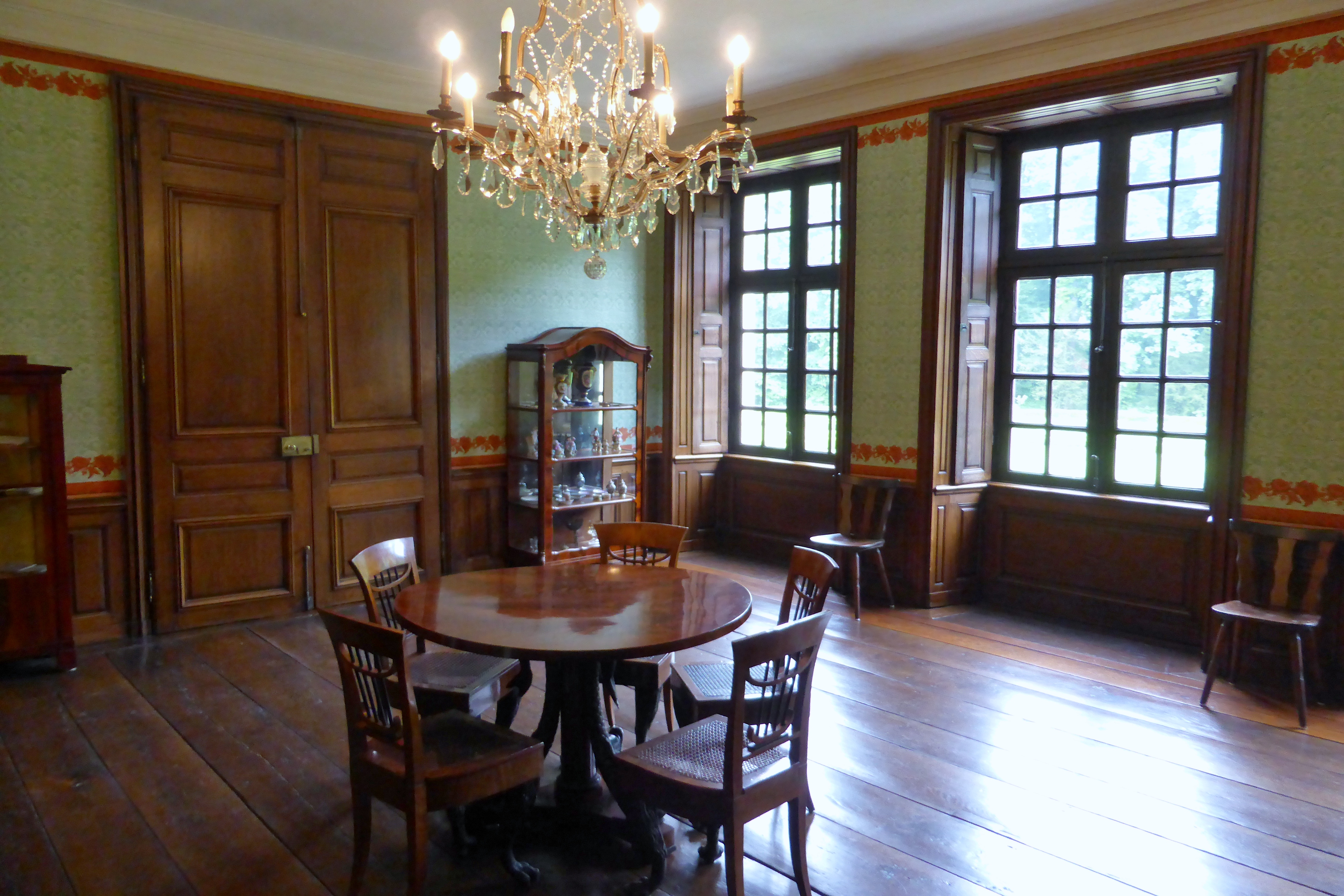
Haus Rüschhaus, Saal

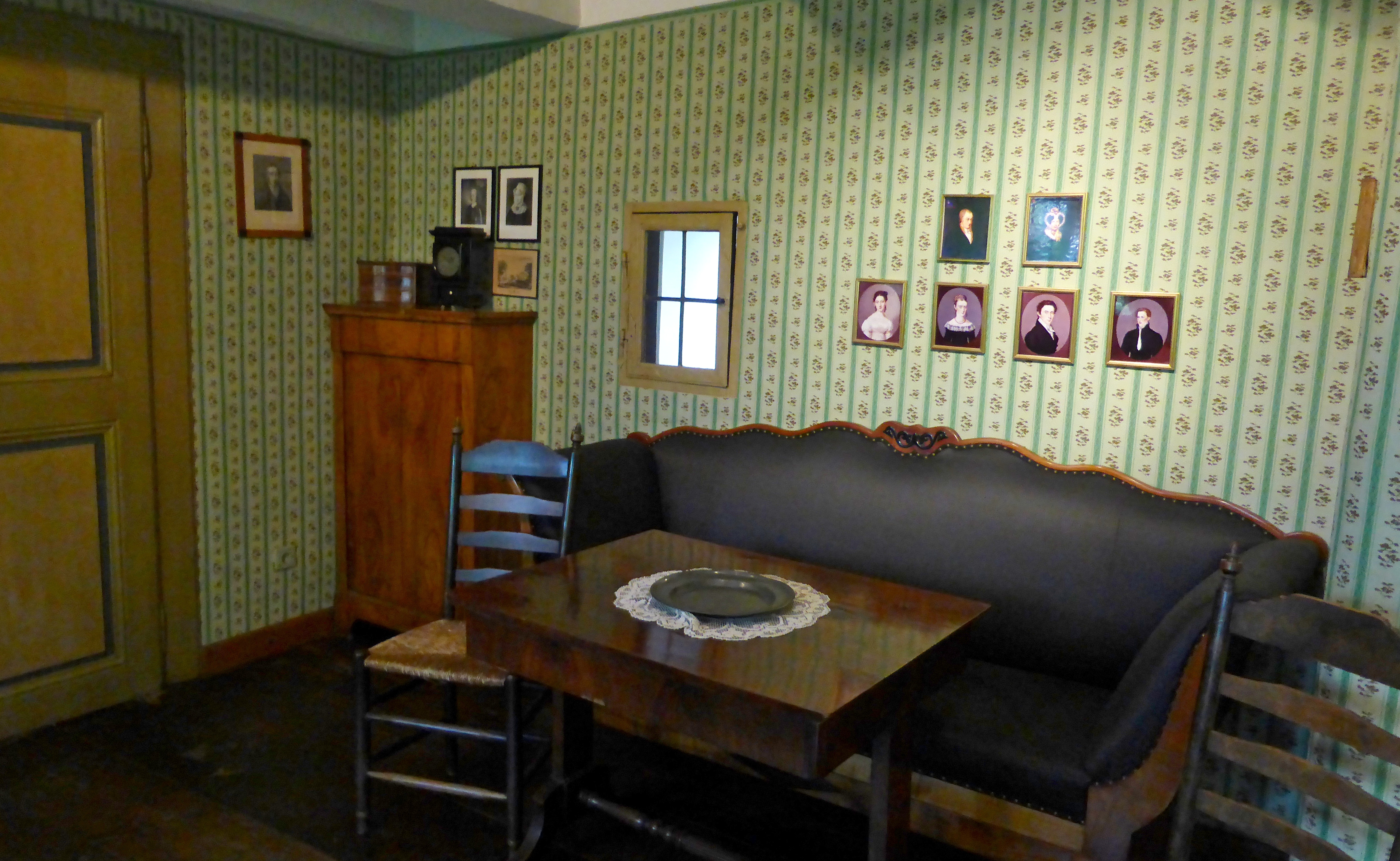
Das Droste-Zimmer

Die Dichterin lebte hier – ab 1838 unterbrochen durch ihre Aufenthalte in Schloss Eppishausen und Burg Meersburg – bis 1846. Sie bewohnte eine kleine Wohnung, die sie ihr „Schneckenhaus“ nannte. Ihre äußerst einfache, landverbundene Lebensweise dort hat sie in zahlreichen Briefen und auch in Zeichnungen festgehalten. Auf engstem Raume pflegte sie dort jahrelang ihre Amme, der sie ihr Leben verdankte, und ihren jüngeren Bruder Ferdinand und begleitete sie im Sterben, auch wenn sie dadurch so manchen guten Einfall nicht mehr zu Papier bringen konnte. Annette bezog eine Apanage von ihrem Bruder Werner-Constantin, von der sie allerdings ein Kostgeld an ihre Mutter sowie Reisekosten bezahlen musste. Ihre Versorgung, die – übertragen auf heutige Verhältnisse – ungefähr dem Gehalt eines Volksschullehrers entsprach, reichte bei sparsamer Lebensweise zu ihrem Unterhalt und auch zu einer gewissen Wohltätigkeit aus, über deren Ausnutzung sie gelegentlich klagte. Andererseits musste sie sich in Vertretung ihrer reiselustigen Mutter, insbesondere nach dem Auszug ihrer Schwester Jenny, um die Verwaltung des kleinen Gutes und familiäre Angelegenheiten kümmern. Gleichwohl konnte Annette dort ihrer Liebhaberei nachgehen, dem Sammeln von Fossilien, Münzen und Antiquitäten, die in der Verwandtschaft getauscht wurden. In Rüschhaus waren ihre Mutter und sie auch Gastgeber ihres Freundeskreises, z. B. von Levin Schücking, Christoph Bernhard Schlüter, Elise Rüdiger, Guido Görres, Sibylle Mertens-Schaaffhausen, Adele Schopenhauer und Amalie Hassenpflug.
In dem damals abgelegenen, noch von Heide und Moor umgebenen Gehöft entstanden z. B. die Balladen und Vers-Epen, Die Judenbuche, Teile des Gedichtzyklus Das geistliche Jahr sowie viele Gedichte und Balladen mit Bezug auf Westfalen.

## Weitere Nutzung
Bis 1853 wurde das Haus durch die Mutter der Dichterin bewohnt. Nach ihrem Tode wohnten zwei unverheiratet gebliebene Neffen der Dichterin dort, zunächst der Offizier Moritz von Droste zu Hülshoff, der 1883 einen neugotischen Bildstock mit Madonnenfigur errichtete, der heute noch erhalten ist. Auch sein Bruder, der königlich-preußische Regierungsrat Friedrich von Droste zu Hülshoff (1833–1905), bewohnte ab 1890 das Haus; er publizierte – wie sein Bruder Ferdinand von Droste zu Hülshoff – als Zoologe, renovierte das Haus und brachte die Erinnerungsstücke, die noch greifbar waren, wieder dorthin, weil er mit Besuchern rechnete. Danach wurde das Haus in zwei Generationen von der Pächterfamilie Pöppmann bewohnt, konnte jedoch von Verehrern der Dichterin besichtigt werden. Im Zweiten Weltkrieg wurden besonders wertvolle Gegenstände ausgelagert. Nach Beseitigung von Kriegsschäden wurde das Haus von der Familie 1949 als Museum geöffnet und an die Droste-Gesellschaft verpachtet. Jutta Freifrau von Droste zu Hülshoff verkaufte das Haus 1979 an die Stadt Münster; es ist über das Stadtmuseum Münster zu besichtigen. Zuletzt wurde das Anwesen der 2012 ins Leben gerufenen Annette von Droste zu Hülshoff-Stiftung zur Nutzung überlassen.